# Sebastiana Lladó i Sala
Sebastiana Lladó i Sala, en religió Sor Maria Rafela del Sagrat Cor de Jesús (Campos 1 de gener de 1814 - 8 de març de 1899) va ser una religiosa mallorquina fundadora de la Congregació de Germanes dels Sagrats Cors. També fou coneguda com a Sa Mestra Cases Noves. Ha estat proclamada venerable per l'Església Catòlica.

## Biografia
Batiada com a Sebastiana Maria Lluïsa Ignàcia Lladó Sala, la seva infantesa transcorregué dins una família de profundes conviccions cristianes. Les terres de la família rebien el nom de Ses Cases Noves, per la qual cosa, la germana fou després coneguda com a sa mestra Casas Noves. Al voltant dels trenta-un anys l'ajuntament de Campos la nomenà mestra interina de nines i l'encaminà a estudiar magisteri a Palma on aconsegueix el títol tres anys després. Poc després assoleix la plaça de mestra al seu poble i inicia també la seva activitat com a catequista convertint l'any 1882 la seva casa en un centre d'espiritualitat.
L'any 1891 és clau per la vida de Sebastiana Lladó. El 29 de gener aconsegueix, no sense dificultats, que el bisbe de Mallorca Jacint Cervera aprovi el 29 de gener la conversió de casa seva en un institut religiós sota la seva direcció. El 17 de març del mateix any aconseguí la llicència per formar una congregació religiosa juntament a les seves companyes: la Congregació de Germanes dels Sagrats Cors. La seva tasca se centrà en l'educació de les dones des de la infantesa fins a l'edat adulta. La congregació que fundà es dedica encara a l'ensenyament i fins fa poques dècades exclusivament femení.
A partir d'aquell moment Sebastiana Lladó esdevindria sor Maria Rafela. Es mantingué com a superiora fins que el 1895 es retirà per la seva edat i fou substituïda per la montuïrera Joana Aina Mateu Cloquell, sor Josepa. Morí a la seva vila natal el 1899.

## Veneració
El procés de beatificació de la fundadora s'inicià el 1988, quan se'n traslladaren les restes a la capella del convent de la congregació de Campos i la seva proclamació com a serventa de Déu. El 22 de desembre de 2016, el papa Francesc signà el decret que en reconeix les virtuts heroiques, proclamant-la així venerable.

## Missioneres dels Sagrats Cors
Les Missioneres dels Sagrats Cors estan presents en Mallorca, Catalunya, Navarra i Extremadura en el cas d'Espanya. A l'estranger tenen missions a Ruanda, Uganda, Mèxic, Puerto Rico, la República Dominicana i Guatemala.